# Список видов семейства Anyphaenidae
Список всех описанных видов пауков семейства Anyphaenidae на 1 ноября 2013 года. 

## Acanthoceto
Acanthoceto Mello-Leitao, 1944
- Acanthoceto acupictus (Nicolet, 1849) — Чили, Аргентина, Уругвай, Бразилия
- Acanthoceto cinereus (Tullgren, 1901) — Чили, Аргентина
- Acanthoceto ladormida Ramirez, 1997 — Чили
- Acanthoceto marinus Ramirez, 1997 — Чили
- Acanthoceto pichi Ramirez, 1997 — Чили, Аргентина
- Acanthoceto riogrande Ramirez, 1997 — Бразилия, Аргентина
- Acanthoceto septentrionalis (Berland, 1913) — Колумбия, Эквадор

## Aljassa
Aljassa Brescovit, 1997
- Aljassa annulipes (Caporiacco, 1955) — Венесуэла
- Aljassa notata (Keyserling, 1881) — Перу
- Aljassa poicila (Chamberlin, 1916) — Перу
- Aljassa subpallida (L. Koch, 1866) — Колумбия
- Aljassa venezuelica (Caporiacco, 1955) — Венесуэла

## Amaurobioides
Amaurobioides O. P.-Cambridge, 1883
- Amaurobioides africana Hewitt, 1917 — Намибия, Южная Африка
- Amaurobioides chilensis (Nicolet, 1849) — Чили
- Amaurobioides isolata Hirst, 1993 — Южная Австралия
- Amaurobioides litoralis Hickman, 1949 — Тасмания
- Amaurobioides major Forster, 1970 — Новая Зеландия
- Amaurobioides maritima O. P.-Cambridge, 1883 — Новая Зеландия
- Amaurobioides minor Forster, 1970 — Новая Зеландия
- Amaurobioides pallida Forster, 1970 — Новая Зеландия
- Amaurobioides picuna Forster, 1970 — Новая Зеландия
- Amaurobioides piscator Hogg, 1909 — Окленд, Кэмпбелл
- Amaurobioides pleta Forster, 1970 — Новая Зеландия
- Amaurobioides pohara Forster, 1970 — Новая Зеландия

## Anyphaena
Anyphaena Sundevall, 1833
- Anyphaena accentuata (Walckenaer, 1802) — Европа до Центральной Азии
  - Anyphaena accentuata obscura (Sundevall, 1831) — Центральная Европа
- Anyphaena alachua Platnick, 1974 — США
- Anyphaena alamos Platnick & Lau, 1975 — Мексика
- Anyphaena alboirrorata Simon, 1878 — Португалия, Испания, Франция
- Anyphaena andina Chamberlin, 1916 — Перу
- Anyphaena aperta (Banks, 1921) — США, Канада
- Anyphaena arbida Platnick, 1974 — США
- Anyphaena autumna Platnick, 1974 — США
- Anyphaena ayshides Yaginuma, 1958 — Япония
- Anyphaena banksi Strand, 1906 — США
- Anyphaena bermudensis Sierwald, 1988 — Bermuda
- Anyphaena bispinosa Bryant, 1940 — Куба
- Anyphaena bivalva Zhang & Song, 2004 — Китай
- Anyphaena bromelicola Platnick, 1977 — Мексика
- Anyphaena bryantae Roewer, 1951 — Куба
- Anyphaena californica (Banks, 1904) — США
- Anyphaena catalina Platnick, 1974 — США, Мексика
- Anyphaena celer (Hentz, 1847) — США, Канада
- Anyphaena cielo Platnick & Lau, 1975 — Мексика
- Anyphaena cochise Platnick, 1974 — США
- Anyphaena cortes Platnick & Lau, 1975 — Мексика
- Anyphaena crebrispina Chamberlin, 1919 — США
- Anyphaena cumbre Platnick & Lau, 1975 — Мексика
- Anyphaena darlingtoni Bryant, 1940 — Куба
- Anyphaena decora Bryant, 1942 — Пуэрто-Рико
- Anyphaena diversa Bryant, 1936 — Куба
- Anyphaena dixiana (Chamberlin & Woodbury, 1929) — США
- Anyphaena dominicana Roewer, 1951 — Гаити
- Anyphaena encino Platnick & Lau, 1975 — Мексика
- Anyphaena felipe Platnick & Lau, 1975 — Мексика
- Anyphaena fraterna (Banks, 1896) — США
- Anyphaena furcatella Banks, 1914 — Коста-Рика
- Anyphaena furva Miller, 1967 — Германия, Чехия, Словакия
- Anyphaena gertschi Platnick, 1974 — США
- Anyphaena gibba O. P.-Cambridge, 1896 — Мексика
- Anyphaena gibboides Platnick, 1974 — США
- Anyphaena gibbosa O. P.-Cambridge, 1896 — Мексика
- Anyphaena hespar Platnick, 1974 — США, Мексика
- Anyphaena inferens Chamberlin, 1925 — Коста-Рика, Панама
- Anyphaena judicata O. P.-Cambridge, 1896 — США до Гватемалы
- Anyphaena kurilensis Peelle & Saito, 1932 — Курильские Острова
- Anyphaena lacka Platnick, 1974 — США
- Anyphaena leechi Platnick, 1977 — Мексика
- Anyphaena maculata (Banks, 1896) — США
- Anyphaena marginalis (Banks, 1901) — США, Мексика
- Anyphaena modesta Bryant, 1948 — Гаити
- Anyphaena mogan Song & Chen, 1987 — Китай
- Anyphaena mollicoma Keyserling, 1879 — Колумбия
- Anyphaena morelia Platnick & Lau, 1975 — Мексика
- Anyphaena nexuosa Chickering, 1940 — Панама
- Anyphaena numida Simon, 1897 — Португалия, Испания, Франция, Алжир
- Anyphaena obregon Platnick & Lau, 1975 — Мексика
- Anyphaena otinapa Platnick & Lau, 1975 — Мексика
- Anyphaena pacifica (Banks, 1896) — США, Канада
- Anyphaena pectorosa L. Koch, 1866 — США, Канада
- Anyphaena plana F. O. P.-Cambridge, 1900 — Панама
- Anyphaena pontica Weiss, 1988 — Румыния, Турция
- Anyphaena pretiosa Banks, 1914 — Коста-Рика
- Anyphaena proba O. P.-Cambridge, 1896 — Мексика
- Anyphaena pugil Karsch, 1879 — Россия, Корея, Япония
- Anyphaena pusilla Bryant, 1948 — Гаити
- Anyphaena quadricornuta Kraus, 1955 — Сальвадор
- Anyphaena rhynchophysa Feng, Ma & Yang, 2012 — Китай
- Anyphaena rita Platnick, 1974 — США, Мексика
- Anyphaena sabina L. Koch, 1866 — Европа, Турция, Россия, Грузия, Азербайджан
- Anyphaena salto Platnick & Lau, 1975 — Мексика
- Anyphaena scopulata F. O. P.-Cambridge, 1900 — Гватемала
- Anyphaena simoni Becker, 1878 — Мексика
- Anyphaena simplex O. P.-Cambridge, 1894 — Мексика, Коста-Рика
- Anyphaena soricina Simon, 1889 — Индия
- Anyphaena subgibba O. P.-Cambridge, 1896 — Гватемала
- Anyphaena syriaca Kulczynski, 1911 — Ливан, Израиль
- Anyphaena taiwanensis Chen & Huang, 2011 — Тайвань
- Anyphaena tancitaro Platnick & Lau, 1975 — Мексика
- Anyphaena tehuacan Platnick & Lau, 1975 — Мексика
- Anyphaena trifida F. O. P.-Cambridge, 1900 — Мексика, Гватемала
- Anyphaena tuberosa F. O. P.-Cambridge, 1900 — Гватемала
- Anyphaena wanlessi Platnick & Lau, 1975 — Мексика
- Anyphaena wuyi Zhang, Zhu & Song, 2005 — Китай, Тайвань
- Anyphaena xiushanensis Song & Zhu, 1991 — Китай
- Anyphaena xochimilco Platnick & Lau, 1975 — Мексика

## Anyphaenoides
Anyphaenoides Berland, 1913
- Anyphaenoides brescoviti Baert, 1995 — Перу
- Anyphaenoides clavipes (Mello-Leitao, 1922) — Бразилия, Аргентина
- Anyphaenoides cocos Baert, 1995 — Cocos Islands (Коста-Рика)
- Anyphaenoides coddingtoni Brescovit, 1998 — Бразилия, Боливия
- Anyphaenoides irusa Brescovit, 1992 — Венесуэла, Суринам, Голландская Вест-Индия
- Anyphaenoides katiae Baert, 1995 — Галапагоссы
- Anyphaenoides locksae Brescovit & Ramos, 2003 — Бразилия
- Anyphaenoides octodentata (Schmidt, 1971) — Венесуэла, Эквадор, Перу, Галапагоссы
- Anyphaenoides pacifica (Banks, 1902) — от Тринидада до Чили, Галапагоссы
- Anyphaenoides placens (O. P.-Cambridge, 1896) — Панама, Венесуэла
- Anyphaenoides pluridentata Berland, 1913 — Эквадор
- Anyphaenoides samiria Brescovit, 1998 — Перу
- Anyphaenoides sialha Brescovit, 1992 — Перу
- Anyphaenoides volcan Brescovit, 1998 — Панама
- Anyphaenoides xiboreninho Brescovit, 1998 — Бразилия

## Arachosia
Arachosia O. P.-Cambridge, 1882
- Arachosia albiventris Mello-Leitao, 1922 — Бразилия
- Arachosia anyphaenoides O. P.-Cambridge, 1882 — Бразилия
- Arachosia arachosia Mello-Leitao, 1922 — Бразилия
- Arachosia bergi (Simon, 1880) — Бразилия, Уругвай, Аргентина
- Arachosia bifasciata (Mello-Leitao, 1922) — Бразилия
- Arachosia bonneti (Mello-Leitao, 1947) — Бразилия
- Arachosia cubana (Banks, 1909) — США, Куба
- Arachosia dubia (Berland, 1913) — Эквадор
- Arachosia duplovittata (Mello-Leitao, 1942) — Аргентина
- Arachosia freiburgensis Keyserling, 1891 — Бразилия
- Arachosia honesta Keyserling, 1891 — Бразилия, Аргентина
- Arachosia mezenioides Mello-Leitao, 1922 — Бразилия
- Arachosia minensis (Mello-Leitao, 1926) — Бразилия
- Arachosia oblonga (Keyserling, 1878) — Мексика
- Arachosia polytrichia (Mello-Leitao, 1922) — Бразилия
- Arachosia praesignis (Keyserling, 1891) — Бразилия, Аргентина
- Arachosia proseni (Mello-Leitao, 1944) — Аргентина
- Arachosia puta O. P.-Cambridge, 1892 — Панама
- Arachosia striata (Keyserling, 1891) — Бразилия
- Arachosia sulfurea Mello-Leitao, 1922 — Бразилия

## Araiya
Araiya Ramirez, 2003
- Araiya coccinea (Simon, 1884) — Чили, Аргентина
- Araiya pallida (Tullgren, 1902) — Чили, Аргентина

## Australaena
Australaena Berland, 1942
- Australaena hystricina Berland, 1942 — Полинезия
- Australaena zimmermani Berland, 1942 — Полинезия

## Axyracrus
Axyracrus Simon, 1884
- Axyracrus elegans Simon, 1884 — Чили, Аргентина

## Aysenia
Aysenia Tullgren, 1902
- Aysenia araucana Ramirez, 2003 — Чили
- Aysenia barrigai Izquierdo & Ramirez, 2008 — Чили, Аргентина
- Aysenia cylindrica Ramirez, 2003 — Чили, Аргентина
- Aysenia elongata Tullgren, 1902 — Чили, Аргентина
- Aysenia grismadoi Gonzalez & Ramirez, 2012 — Чили
- Aysenia huayun Gonzalez & Ramirez, 2012 — Чили
- Aysenia izquierdoi Gonzalez & Ramirez, 2012 — Чили
- Aysenia paposo Laborda, Ramirez & Pizarro-Araya, 2013 — Чили
- Aysenia segestrioides Ramirez, 2003 — Чили

## Aysenoides
Aysenoides Ramirez, 2003
- Aysenoides colecole Ramirez, 2003 — Чили
- Aysenoides nahuel Izquierdo & Ramirez, 2008 — Чили
- Aysenoides parvus Ramirez, 2003 — Чили, Аргентина
- Aysenoides simoi Laborda, Ramirez & Pizarro-Araya, 2013 — Чили, Аргентина
- Aysenoides terricola Ramirez, 2003 — Чили

## Aysha
Aysha Keyserling, 1891
- Aysha affinis (Blackwall, 1862) — Бразилия
- Aysha albovittata Mello-Leitao, 1944 — Бразилия, Аргентина
- Aysha basilisca (Mello-Leitao, 1922) — Бразилия
- Aysha bonaldoi Brescovit, 1992 — Бразилия
- Aysha boraceia Brescovit, 1992 — Бразилия
- Aysha borgmeyeri (Mello-Leitao, 1926) — Бразилия, Аргентина
- Aysha brevimana (C. L. Koch, 1839) — Бразилия
- Aysha caxambuensis (Mello-Leitao, 1926) — Бразилия, Парагвай, Аргентина
- Aysha chicama Brescovit, 1992 — Бразилия
- Aysha clarovittata (Keyserling, 1891) — Бразилия, Аргентина
- Aysha curumim Brescovit, 1992 — Бразилия
- Aysha diversicolor (Keyserling, 1891) — Бразилия
- Aysha ericae Brescovit, 1992 — Бразилия, Аргентина
- Aysha fortis (Keyserling, 1891) — Бразилия
- Aysha guaiba Brescovit, 1992 — Бразилия
- Aysha guarapuava Brescovit, 1992 — Бразилия
- Aysha helvola (Keyserling, 1891) — Бразилия
- Aysha heraldica (Mello-Leitao, 1929) — Бразилия
- Aysha insulana Chickering, 1937 — Панама
- Aysha janaita Brescovit, 1992 — Бразилия
- Aysha lagenifera (Mello-Leitao, 1944) — Аргентина
- Aysha lisei Brescovit, 1992 — Бразилия
- Aysha marinonii Brescovit, 1992 — Бразилия, Парагвай, Аргентина
- Aysha montenegro Brescovit, 1992 — Бразилия, Аргентина
- Aysha piassaguera Brescovit, 1992 — Бразилия
- Aysha pirassununga Brescovit, 1992 — Бразилия, Аргентина
- Aysha proseni Mello-Leitao, 1944 — Бразилия, Аргентина
- Aysha prospera Keyserling, 1891 — Боливия, Бразилия, Уругвай, Аргентина
- Aysha robusta (Keyserling, 1891) — Бразилия
- Aysha rubromaculata (Keyserling, 1891) — Бразилия, Аргентина
- Aysha striolata (Keyserling, 1891) — Бразилия
- Aysha subruba (Keyserling, 1891) — Бразилия
- Aysha taeniata (Keyserling, 1891) — Бразилия
- Aysha taim Brescovit, 1992 — Бразилия
- Aysha tapejara Brescovit, 1992 — Бразилия
- Aysha tertulia Brescovit, 1992 — Бразилия, Аргентина
- Aysha triunfo Brescovit, 1992 — Бразилия, Аргентина
- Aysha vacaria Brescovit, 1992 — Бразилия
- Aysha yacupoi Brescovit, 1992 — Бразилия, Аргентина
- Aysha zenzesi (Mello-Leitao, 1945) — Бразилия, Аргентина

## Bromelina
Bromelina Brescovit, 1993
- Bromelina kochalkai Brescovit, 1993 — Колумбия
- Bromelina oliola Brescovit, 1993 — Бразилия
- Bromelina zuniala Brescovit, 1993 — Венесуэла

## Buckupiella
Buckupiella Brescovit, 1997
- Buckupiella imperatriz Brescovit, 1997 — Бразилия, Аргентина

## Coptoprepes
Coptoprepes Simon, 1884
- Coptoprepes bellavista Werenkraut & Ramirez, 2009 — Чили
- Coptoprepes campanensis Ramirez, 2003 — Чили
- Coptoprepes casablanca Werenkraut & Ramirez, 2009 — Чили, Аргентина
- Coptoprepes contulmo Werenkraut & Ramirez, 2009 — Чили
- Coptoprepes ecotono Werenkraut & Ramirez, 2009 — Аргентина
- Coptoprepes eden Werenkraut & Ramirez, 2009 — Чили
- Coptoprepes flavopilosus Simon, 1884 — Чили, Аргентина
- Coptoprepes nahuelbuta Ramirez, 2003 — Чили
- Coptoprepes recinto Werenkraut & Ramirez, 2009 — Чили
- Coptoprepes valdiviensis Ramirez, 2003 — Чили, Аргентина
- Coptoprepes variegatus Mello-Leitao, 1940 — Аргентина

## Ferrieria
Ferrieria Tullgren, 1901
- Ferrieria echinata Tullgren, 1901 — Чили, Аргентина

## Gamakia
Gamakia Ramirez, 2003
- Gamakia hirsuta Ramirez, 2003 — Чили

## Gayenna
Gayenna Nicolet, 1849
- Gayenna americana Nicolet, 1849 — Чили, Аргентина
- Gayenna brasiliensis Roewer, 1951 — Бразилия
- Gayenna chrysophila Mello-Leitao, 1926 — Бразилия
- Gayenna furcata (Keyserling, 1879) — Перу
- Gayenna ignava Banks, 1898 — Мексика
- Gayenna moreirae (Mello-Leitao, 1915) — Бразилия
- Gayenna orizaba Banks, 1898 — Мексика
- Gayenna sigillum Mello-Leitao, 1941 — Аргентина
- Gayenna trivittata (Bertkau, 1880) — Бразилия
- Gayenna vittata (Keyserling, 1881) — Перу

## Gayennoides
Gayennoides Ramirez, 2003
- Gayennoides losvilos Ramirez, 2003 — Чили
- Gayennoides molles Ramirez, 2003 — Чили

## Hatitia
Hatitia Brescovit, 1997
- Hatitia canchaque Brescovit, 1997 — Эквадор, Перу
- Hatitia defonlonguei (Berland, 1913) — Эквадор
- Hatitia perrieri (Berland, 1913) — Эквадор
- Hatitia riveti (Berland, 1913) — Эквадор
- Hatitia sericea (L. Koch, 1866) — Колумбия
- Hatitia yhuaia Brescovit, 1997 — Перу

## Hibana
Hibana Brescovit, 1991
- Hibana arunda (Platnick, 1974) — США, Мексика
- Hibana bicolor (Banks, 1909) — Коста-Рика, Колумбия
- Hibana cambridgei (Bryant, 1931) — США, Мексика
- Hibana discolor (Mello-Leitao, 1929) — Бразилия, Боливия
- Hibana flavescens (Schmidt, 1971) — Колумбия
- Hibana fusca (Franganillo, 1926) — Куба
- Hibana futilis (Banks, 1898) — США до Венесуэлы, Куба
- Hibana gracilis (Hentz, 1847) — США, Канада
- Hibana incursa (Chamberlin, 1919) — США до Панамы
- Hibana longipalpa (Bryant, 1931) — Сальвадор, Никарагуа, Коста-Рика
- Hibana melloleitaoi (Caporiacco, 1947) — от Мексики до Бразилии
- Hibana similaris (Banks, 1929) — от Мексики до Бразилии
- Hibana taboga Brescovit, 1991 — Панама
- Hibana talmina Brescovit, 1993 — Доминикана, Тринидад, northern Южная Америка
- Hibana tenuis (L. Koch, 1866) — от Мексики до Венесуэлы, Вест-Индия
- Hibana turquinensis (Bryant, 1940) — Куба
- Hibana velox (Becker, 1879) — США, Мексика, Вест-Индия

## Iguarima
Iguarima Brescovit, 1997
- Iguarima censoria (Keyserling, 1891) — Бразилия
- Iguarima pichincha Brescovit, 1997 — Эквадор

## Ilocomba
Ilocomba Brescovit, 1997
- Ilocomba marta Brescovit, 1997 — Колумбия
- Ilocomba perija Brescovit, 1997 — Колумбия

## Isigonia
Isigonia Simon, 1897
- Isigonia camacan Brescovit, 1991 — Бразилия
- Isigonia limbata Simon, 1897 — Венесуэла, Перу, Бразилия
- Isigonia reducta (Chickering, 1940) — Панама

## Italaman
Italaman Brescovit, 1997
- Italaman santamaria Brescovit, 1997 — Колумбия, Бразилия, Аргентина

## Jessica
Jessica Brescovit, 1997
- Jessica campesina (Bauab, 1979) — Бразилия
- Jessica eden Brescovit, 1999 — Венесуэла
- Jessica erythrostoma (Mello-Leitao, 1939) — от Колумбии до Аргентины
- Jessica fidelis (Mello-Leitao, 1922) — Бразилия, Боливия, Парагвай, Аргентина
- Jessica glabra (Keyserling, 1891) — Бразилия, Парагвай, Аргентина
- Jessica itatiaia Brescovit, 1999 — Бразилия
- Jessica osoriana (Mello-Leitao, 1922) — Бразилия, Парагвай, Аргентина
- Jessica pachecoi Brescovit, 1999 — Бразилия
- Jessica puava Brescovit, 1999 — Бразилия
- Jessica rafaeli Brescovit, 1999 — Бразилия
- Jessica renneri Brescovit, 1999 — Бразилия
- Jessica sergipana Brescovit, 1999 — Бразилия

## Josa
Josa Keyserling, 1891
- Josa analis (Simon, 1897) — Венесуэла
- Josa andesiana (Berland, 1913) — Эквадор
- Josa bryantae (Caporiacco, 1955) — Венесуэла
- Josa calilegua Ramirez, 2003 — Аргентина
- Josa chazaliae (Simon, 1897) — Колумбия
- Josa gounellei (Simon, 1897) — Бразилия
- Josa keyserlingi (L. Koch, 1866) — Колумбия, Бразилия
- Josa laeta (O. P.-Cambridge, 1896) — Коста-Рика
- Josa lojensis (Berland, 1913) — Эквадор
- Josa lutea (Keyserling, 1878) — Колумбия, Эквадор
- Josa maura (Simon, 1897) — Венесуэла
- Josa nigrifrons (Simon, 1897) — от Мексики до Боливии
- Josa personata (Simon, 1897) — Эквадор
- Josa riveti (Berland, 1913) — Эквадор, Боливия
- Josa simoni (Berland, 1913) — Эквадор

## Katissa
Katissa Brescovit, 1997
- Katissa delicatula (Banks, 1909) — Коста-Рика
- Katissa elegans (Banks, 1909) — Коста-Рика
- Katissa lycosoides (Chickering, 1937) — Панама
- Katissa simplicipalpis (Simon, 1897) — Малые Антильские острова, Панама, Перу
- Katissa zimarae (Reimoser, 1939) — Коста-Рика

## Lepajan
Lepajan Brescovit, 1993
- Lepajan edwardsi Brescovit, 1997 — Эквадор
- Lepajan montanus (Chickering, 1940) — Панама

## Lupettiana
Lupettiana Brescovit, 1997
- Lupettiana bimini Brescovit, 1999 — Багамы
- Lupettiana eberhardi Brescovit, 1999 — Коста-Рика
- Lupettiana levii Brescovit, 1999 — Гаити
- Lupettiana linguanea Brescovit, 1997 — Ямайка, Гваделупа, Доминикана
- Lupettiana manauara Brescovit, 1999 — Бразилия
- Lupettiana mordax (O. P.-Cambridge, 1896) — от США до Перу, Бразилия
- Lupettiana parvula (Banks, 1903) — Куба, Гаити
- Lupettiana piedra Brescovit, 1999 — Куба
- Lupettiana spinosa (Bryant, 1948) — Гаити

## Macrophyes
Macrophyes O. P.-Cambridge, 1893
- Macrophyes attenuata O. P.-Cambridge, 1893 — Мексика
- Macrophyes elongata Chickering, 1937 — Коста-Рика, Панама
- Macrophyes jundiai Brescovit, 1993 — Бразилия, Аргентина
- Macrophyes manati Brescovit, 1993 — Перу
- Macrophyes silvae Brescovit, 1992 — Перу

## Malenella
Malenella Ramirez, 1995
- Malenella nana Ramirez, 1995 — Чили

## Mesilla
Mesilla Simon, 1903
- Mesilla anyphaenoides Caporiacco, 1954 — Французская Гвиана
- Mesilla vittiventris Simon, 1903 — Колумбия, Эквадор

## Monapia
Monapia Simon, 1897
- Monapia alupuran Ramirez, 1995 — Чили
- Monapia angusta (Mello-Leitao, 1944) — Уругвай, Аргентина
- Monapia carolina Ramirez, 1999 — Аргентина
- Monapia charrua Ramirez, 1999 — Уругвай, Аргентина
- Monapia dilaticollis (Nicolet, 1849) — Чили, Аргентина, Хуан-Фернандес
- Monapia fierro Ramirez, 1999 — Аргентина
- Monapia guenoana Ramirez, 1999 — Уругвай, Аргентина
- Monapia huaria Ramirez, 1995 — Чили
- Monapia lutea (Nicolet, 1849) — Чили, Аргентина
- Monapia pichinahuel Ramirez, 1995 — Чили, Аргентина
- Monapia silvatica Ramirez, 1995 — Чили, Аргентина
- Monapia tandil Ramirez, 1999 — Аргентина
- Monapia vittata (Simon, 1884) — Чили, Аргентина

## Negayan
Negayan Ramirez, 2003
- Negayan ancha Lopardo, 2005 — Чили, Аргентина
- Negayan argentina Lopardo, 2005 — Аргентина
- Negayan cerronegro Lopardo, 2005 — Аргентина
- Negayan coccinea (Mello-Leitao, 1943) — Аргентина
- Negayan enrollada Lopardo, 2005 — Чили, Аргентина
- Negayan excepta (Tullgren, 1901) — Чили, Аргентина
- Negayan paduana (Karsch, 1880) — Чили, Аргентина, Фолклендские острова
- Negayan puno Lopardo, 2005 — Перу, Аргентина
- Negayan tarapaca Lopardo, 2005 — Чили
- Negayan tata Lopardo, 2005 — Чили, Аргентина
- Negayan tridentata (Simon, 1886) — Аргентина
- Negayan tucuman Lopardo, 2005 — Аргентина

## Osoriella
Osoriella Mello-Leitao, 1922
- Osoriella domingos Brescovit, 1998 — Бразилия
- Osoriella pallidoemanu Mello-Leitao, 1926 — Бразилия
- Osoriella rubella (Keyserling, 1891) — Бразилия
- Osoriella tahela Brescovit, 1998 — Перу, Бразилия, Боливия, Парагвай, Аргентина

## Otoniela
Otoniela Brescovit, 1997
- Otoniela adisi Brescovit, 1997 — Перу, Бразилия
- Otoniela quadrivittata (Simon, 1897) — Венесуэла, Аргентина

## Oxysoma
Oxysoma Nicolet, 1849
- Oxysoma itambezinho Ramirez, 2003 — Бразилия
- Oxysoma longiventre (Nicolet, 1849) — Чили, Аргентина
- Oxysoma punctatum Nicolet, 1849 — Чили, Аргентина
- Oxysoma saccatum (Tullgren, 1902) — Чили, Аргентина

## Patrera
Patrera Simon, 1903
- Patrera apora (Chamberlin, 1916) — Перу
- Patrera armata (Chickering, 1940) — Панама, Бразилия
- Patrera auricoma (L. Koch, 1866) — Колумбия
- Patrera cita (Keyserling, 1891) — Бразилия
- Patrera fulvastra Simon, 1903 — Колумбия, Эквадор
- Patrera lauta (Chickering, 1940) — Панама
- Patrera longipes (Keyserling, 1891) — Бразилия, Аргентина
- Patrera procera (Keyserling, 1891) — Бразилия, Аргентина
- Patrera puta (O. P.-Cambridge, 1896) — Коста-Рика
- Patrera ruber (F. O. P.-Cambridge, 1900) — Гватемала, Коста-Рика, Колумбия, Эквадор
- Patrera stylifer (F. O. P.-Cambridge, 1900) — Панама
- Patrera virgata (Keyserling, 1891) — Бразилия

## Phidyle
Phidyle Simon, 1880
- Phidyle punctipes (Nicolet, 1849) — Чили

## Philisca
Philisca Simon, 1884
- Philisca accentifera Simon, 1904 — Чили, Аргентина
- Philisca amoena (Simon, 1884) — Чили, Аргентина
- Philisca atrata Soto & Ramirez, 2012 — Чили, Аргентина
- Philisca doilu (Ramirez, 1993) — Чили, Аргентина
- Philisca hahni Simon, 1884 — Чили, Аргентина
- Philisca huapi Ramirez, 2003 — Чили, Аргентина
- Philisca hyadesi (Simon, 1884) — Чили, Аргентина
- Philisca ingens Berland, 1924 — Хуан-Фернандес
- Philisca ornata Berland, 1924 — Хуан-Фернандес
- Philisca pizarroi Soto & Ramirez, 2012 — Хуан-Фернандес
- Philisca puconensis Ramirez, 2003 — Чили, Аргентина
- Philisca robinson Soto & Ramirez, 2012 — Хуан-Фернандес
- Philisca robusta Soto & Ramirez, 2012 — Хуан-Фернандес
- Philisca tripunctata (Nicolet, 1849) — Чили, Аргентина, Фолклендские острова
- Philisca viernes Soto & Ramirez, 2012 — Хуан-Фернандес

## Pippuhana
Pippuhana Brescovit, 1997
- Pippuhana calcar (Bryant, 1931) — США
- Pippuhana donaldi (Chickering, 1940) — Панама
- Pippuhana gandu Brescovit, 1997 — Бразилия
- Pippuhana unicolor (Keyserling, 1891) — Бразилия

## Sanogasta
Sanogasta Mello-Leitao, 1941
- Sanogasta alticola (Simon, 1896) — Перу, Боливия, Аргентина
- Sanogasta approximata (Tullgren, 1901) — Чили, Аргентина
- Sanogasta backhauseni (Simon, 1895) — Чили, Аргентина, Уругвай
  - Sanogasta backhauseni patagonicus (Simon, 1905) — Аргентина
- Sanogasta bonariensis (Mello-Leitao, 1940) — Аргентина
- Sanogasta maculatipes (Keyserling, 1878) — Перу, Боливия, Бразилия, Уругвай, Аргентина, Чили, Остров Пасхи
- Sanogasta maculosa (Nicolet, 1849) — Чили, Аргентина, Хуан-Фернандес
- Sanogasta mandibularis Ramirez, 2003 — Аргентина, Парагвай
- Sanogasta minuta (Keyserling, 1891) — Бразилия, Аргентина
- Sanogasta paucilineata (Mello-Leitao, 1945) — Аргентина
- Sanogasta pehuenche Ramirez, 2003 — Чили, Аргентина
- Sanogasta puma Ramirez, 2003 — Бразилия, Уругвай, Аргентина
- Sanogasta rufithorax (Tullgren, 1902) — Чили
- Sanogasta tenuis Ramirez, 2003 — Бразилия, Аргентина
- Sanogasta x-signata (Keyserling, 1891) — Бразилия, Уругвай, Аргентина

## Selknamia
Selknamia Ramirez, 2003
- Selknamia minima Ramirez, 2003 — Чили, Аргентина

## Sillus
Sillus F. O. P.-Cambridge, 1900
- Sillus attiguus (O. P.-Cambridge, 1896) — Мексика
- Sillus curvispinus F. O. P.-Cambridge, 1900 — Панама
- Sillus delicatus Mello-Leitao, 1922 — Бразилия
- Sillus dubius (Chickering, 1937) — Панама
- Sillus furciger Caporiacco, 1954 — Французская Гвиана
- Sillus imbecillus (Keyserling, 1891) — Бразилия
- Sillus longispinus F. O. P.-Cambridge, 1900 — Гватемала, Коста-Рика, Панама
- Sillus lunula F. O. P.-Cambridge, 1900 — Гватемала
- Sillus pellucidus (Keyserling, 1891) — Бразилия
- Sillus ravus Chickering, 1940 — Панама

## Tafana
Tafana Simon, 1903
- Tafana quelchi (Pocock, 1895) — Венесуэла
- Tafana riveti Simon, 1903 — Эквадор
- Tafana silhavyi (Caporiacco, 1955) — Венесуэла
- Tafana straminea (L. Koch, 1866) — Колумбия

## Tasata
Tasata Simon, 1903
- Tasata centralis Ramirez, 2003 — Аргентина
- Tasata chiloensis Ramirez, 2003 — Чили, Аргентина
- Tasata frenata (Mello-Leitao, 1947) — Бразилия
- Tasata fuscotaeniata (Keyserling, 1891) — Бразилия
- Tasata nova (Mello-Leitao, 1922) — Бразилия
- Tasata parcepunctata Simon, 1903 — Аргентина, Уругвай
- Tasata punctata (Keyserling, 1891) — Бразилия
- Tasata quinquenotata (Simon, 1897) — Бразилия
- Tasata reticulata (Mello-Leitao, 1943) — Бразилия
- Tasata taim Ramirez, 2003 — Бразилия
- Tasata taperae (Mello-Leitao, 1929) — Бразилия
- Tasata tigris Mello-Leitao, 1941 — Бразилия
- Tasata tripunctata (Mello-Leitao, 1941) — Бразилия
- Tasata tullgreni Roewer, 1951 — Боливия
- Tasata unipunctata (Simon, 1897) — Бразилия
- Tasata variolosa Mello-Leitao, 1943 — Бразилия, Уругвай, Аргентина

## Temnida
Temnida Simon, 1896
- Temnida rosario Brescovit, 1997 — Бразилия, Аргентина
- Temnida simplex Simon, 1897 — Венесуэла

## Teudis
Teudis O. P.-Cambridge, 1896
- Teudis angusticeps (Keyserling, 1891) — Бразилия
- Teudis atrofasciatus Mello-Leitao, 1922 — Бразилия
- Teudis bicornutus (Tullgren, 1905) — Боливия
- Teudis buelowae (Mello-Leitao, 1946) — Парагвай
- Teudis cambridgei Chickering, 1940 — Панама
- Teudis comstocki (Soares & Camargo, 1948) — Бразилия
- Teudis concolor (Keyserling, 1891) — Бразилия
- Teudis cordobensis Mello-Leitao, 1941 — Аргентина
- Teudis dichotomus Mello-Leitao, 1929 — Бразилия
- Teudis fatuus (Mello-Leitao, 1942) — Бразилия, Аргентина
- Teudis formosus (Keyserling, 1891) — Бразилия
- Teudis gastrotaeniatus Mello-Leitao, 1944 — Аргентина
- Teudis geminus Petrunkevitch, 1911 — Гватемала, Коста-Рика, Панама, Эквадор
- Teudis griseus (Keyserling, 1891) — Бразилия
- Teudis itatiayae Mello-Leitao, 1915 — Бразилия
- Teudis juradoi Chickering, 1940 — Панама
- Teudis lenis (Keyserling, 1891) — Бразилия
- Teudis morenus (Mello-Leitao, 1941) — Аргентина
- Teudis opertaneus (Keyserling, 1891) — Бразилия
- Teudis parvulus (Keyserling, 1891) — Бразилия
- Teudis peragrans (O. P.-Cambridge, 1898) — Гватемала, Бразилия
- Teudis recentissimus (Keyserling, 1891) — Бразилия
- Teudis roseus F. O. P.-Cambridge, 1900 — Панама
- Teudis suspiciosus (Keyserling, 1891) — Бразилия
- Teudis tensipes (Keyserling, 1891) — Бразилия
- Teudis tensus (Keyserling, 1891) — Бразилия
- Teudis ypsilon Mello-Leitao, 1922 — Бразилия

## Thaloe
Thaloe Brescovit, 1993
- Thaloe ennery Brescovit, 1993 — Гаити
- Thaloe remotus (Bryant, 1948) — Гаити
- Thaloe tricuspis (Bryant, 1940) — Куба

## Timbuka
Timbuka Brescovit, 1997
- Timbuka bogotensis (L. Koch, 1866) — Колумбия, Боливия
- Timbuka boquete Brescovit, 1997 — Коста-Рика, Панама, Колумбия
- Timbuka granadensis (Keyserling, 1879) — Колумбия
- Timbuka larvata (O. P.-Cambridge, 1896) — Мексика
- Timbuka masseneti (Berland, 1913) — Эквадор
- Timbuka meridiana (L. Koch, 1866) — Колумбия

## Tomopisthes
Tomopisthes Simon, 1884
- Tomopisthes horrendus (Nicolet, 1849) — Чили, Аргентина
- Tomopisthes pusillus (Nicolet, 1849) — Чили, Аргентина
- Tomopisthes tullgreni Simon, 1905 — Аргентина
- Tomopisthes varius Simon, 1884 — Чили, Аргентина

## Umuara
Umuara Brescovit, 1997
- Umuara fasciata (Blackwall, 1862) — Венесуэла, Бразилия
- Umuara junin Brescovit, 1997 — Перу
- Umuara juquia Brescovit, 1997 — Бразилия
- Umuara pydanieli Brescovit, 1997 — Бразилия

## Wulfila
Wulfila O. P.-Cambridge, 1895
- Wulfila albens (Hentz, 1847) — США
- Wulfila albus (Mello-Leitao, 1945) — Бразилия, Парагвай, Аргентина
- Wulfila arraijanicus Chickering, 1940 — Панама
- Wulfila bryantae Platnick, 1974 — США, Мексика
- Wulfila coamoanus Petrunkevitch, 1930 — Пуэрто-Рико
- Wulfila diversus O. P.-Cambridge, 1895 — Мексика
- Wulfila fasciculus (Bryant, 1948) — Гаити
- Wulfila fragilis Chickering, 1937 — Панама
- Wulfila fragilis (Bryant, 1948) — Гаити
- Wulfila gracilipes (Banks, 1903) — Гаити
- Wulfila immaculatus Banks, 1914 — США, Куба, Пуэрто-Рико
- Wulfila immaculellus (Gertsch, 1933) — США, Мексика
- Wulfila inconspicuus Petrunkevitch, 1930 — Пуэрто-Рико
- Wulfila innoxius Chickering, 1940 — Панама
- Wulfila inornatus (O. P.-Cambridge, 1898) — Мексика
- Wulfila isolatus Bryant, 1942 — Пуэрто-Рико
- Wulfila longidens Mello-Leitao, 1948 — Гайана
- Wulfila longipes (Bryant, 1940) — Куба
- Wulfila macer (Simon, 1897) — Сент-Винсент
- Wulfila macropalpus Petrunkevitch, 1930 — Пуэрто-Рико
- Wulfila maculatus Chickering, 1937 — Панама
- Wulfila mandibulatus (Petrunkevitch, 1925) — Панама
- Wulfila modestus Chickering, 1937 — Панама
- Wulfila pallidus O. P.-Cambridge, 1895 — Мексика
- Wulfila parvulus (Banks, 1898) — Мексика
- Wulfila pavidus (Bryant, 1948) — Мексика
- Wulfila pellucidus Chickering, 1937 — Панама
- Wulfila pretiosus Banks, 1914 — Куба
- Wulfila proximus O. P.-Cambridge, 1895 — Мексика
- Wulfila pulverulentus Chickering, 1937 — Панама
- Wulfila saltabundus (Hentz, 1847) — США, Канада
- Wulfila sanguineus Franganillo, 1931 — Куба
- Wulfila scopulatus Simon, 1897 — Америка
- Wulfila spatulatus F. O. P.-Cambridge, 1900 — Гватемала
- Wulfila spinosus Chickering, 1937 — Панама
- Wulfila sublestus Chickering, 1940 — Панама
- Wulfila tantillus Chickering, 1940 — от США до Панамы
- Wulfila tauricorneus Franganillo, 1935 — Куба
- Wulfila tenuissimus Simon, 1896 — Ямайка
- Wulfila tinctus Franganillo, 1930 — Куба
- Wulfila tropicus Petrunkevitch, 1930 — Пуэрто-Рико
- Wulfila ventralis Banks, 1906 — Багамы
- Wulfila wunda Platnick, 1974 — США, Куба, Остров Мона

## Wulfilopsis
Wulfilopsis Soares & Camargo, 1955
- Wulfilopsis frenata (Keyserling, 1891) — Бразилия
- Wulfilopsis leopoldina Brescovit, 1997 — Бразилия
- Wulfilopsis martinsi Brescovit, 1997 — Бразилия
- Wulfilopsis pygmaea (Keyserling, 1891) — Бразилия
- Wulfilopsis tenuipes (Keyserling, 1891) — Бразилия
- Wulfilopsis tripunctata (Mello-Leitao, 1947) — Бразилия

## Xiruana
Xiruana Brescovit, 1997
- Xiruana affinis (Mello-Leitao, 1922) — Бразилия
- Xiruana gracilipes (Keyserling, 1891) — Бразилия, Аргентина
- Xiruana hirsuta (Mello-Leitao, 1938) — Бразилия
- Xiruana tetraseta (Mello-Leitao, 1939) — Парагвай